# Storstad (målning)
Storstad (tyska:  Großstadt) är en målning från 1928 av den tyske konstnären Otto Dix. Den är en triptyk med tre urbana nattscener från Weimarrepubliken. Den vänstra pannån visar en krigsinvalid på väg mot en grupp prostituerade kvinnor. Mittpannån visar interiören från en nattklubb med en mässingsorkester, ett dansande par och lättklädda kvinnor med synliga smycken, samt en person av svårbestämt kön. Den högra pannån visar en grupp lyxprostituerade klädda i päls som ignorerar en krigsinvalid som de passerar.
Målningens teman är femininitet, dekadens och sexualitet i den moderna staden. Konstprofessorn Marsha Meskimmon har skrivit hur krigsveteranerna "visas försvagade på alla sätt av Weimarkvinnornas aggressiva sexualitet. Både den ekonomiska och sexuella förhandlingsstyrkan vilar hos modernitetens demoniserade horor".
Målningen tillhör Kunstmuseum Stuttgart sedan 1972.